# Beloneuria
Beloneuria és un gènere d'insectes plecòpters pertanyent a la família dels pèrlids.

## Hàbitat
En els seus estadis immadurs són aquàtics i viuen a l'aigua dolça, mentre que com a adults són terrestres i voladors.

## Distribució geogràfica
Es troba a Nord-amèrica: els Estats Units (Geòrgia, Carolina del Nord, Alabama, Carolina del Sud i Tennessee).

## Taxonomia
- Beloneuria georgiana (Banks, 1914)
- Beloneuria jamesae (Stark & Szczytko, 1976)
- Beloneuria stewarti (Stark & Szczytko, 1976)[6][7][8][9][10][11]